# Robert Douglas Heaton

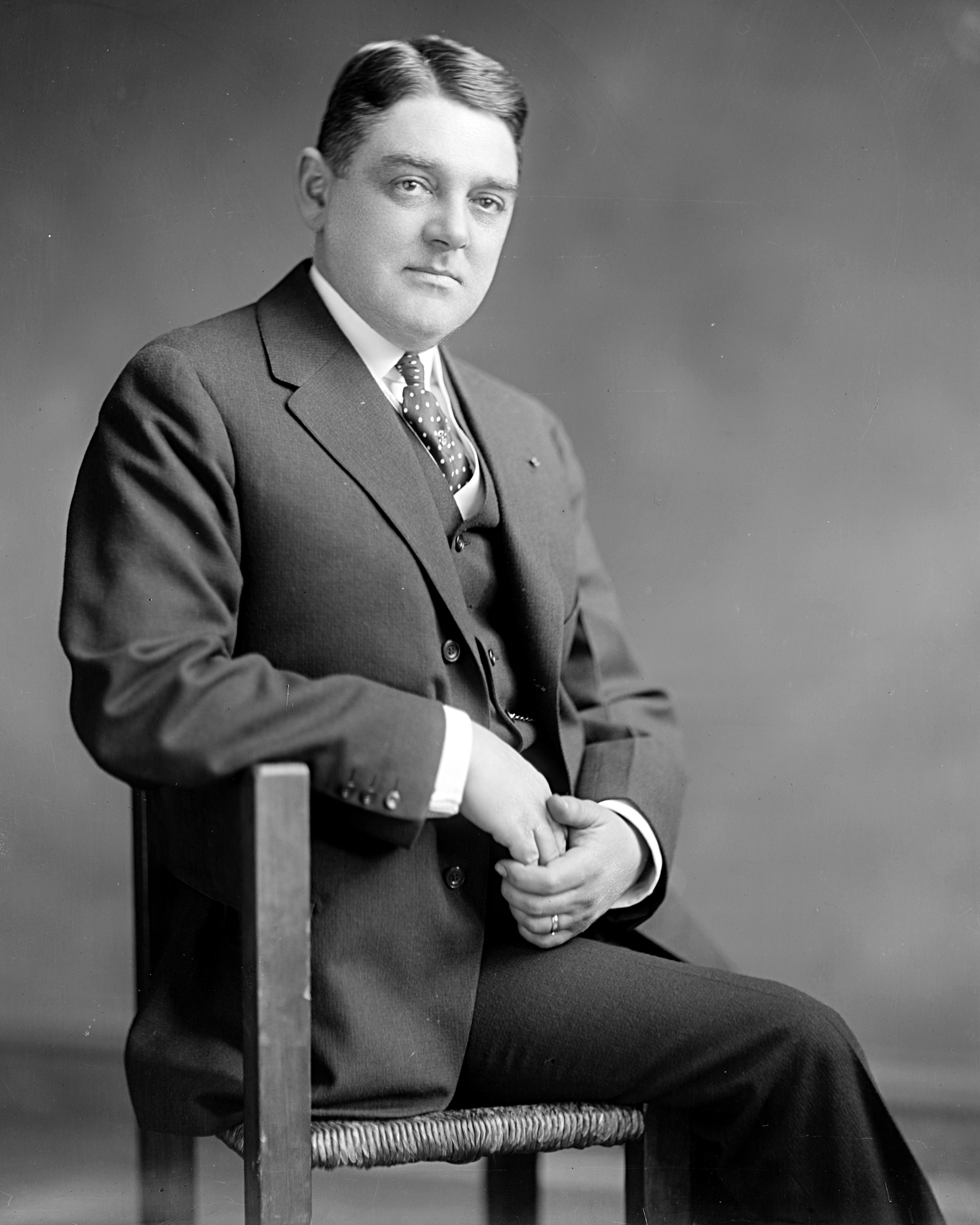
Robert Douglas Heaton

Robert Douglas Heaton (* 1. Juli 1873 in Raven Run, Schuylkill County, Pennsylvania; † 11. Juni 1933 in Ashland, Pennsylvania) war ein US-amerikanischer Politiker. Von 1915 bis 1919 vertrat er den Bundesstaat Pennsylvania im US-Repräsentantenhaus.

## Werdegang
Im Jahr 1886 zog Robert Heaton mit seinen Eltern nach Ashland. Er besuchte die öffentlichen Schulen seiner jeweiligen Heimat und danach die Canandaigua Academy im Staat New York. Außerdem absolvierte er die New York Military Academy in Cornwall. Danach studierte er an der University of Pennsylvania in Philadelphia. Anschließend engagierte er sich in Pennsylvania in verschiedenen Geschäftsbereichen. Gleichzeitig schlug er als Mitglied der Republikanischen Partei eine politische Laufbahn ein.
Im Jahr 1910 kandidierte er erfolglos für den Kongress. Bei den Kongresswahlen des Jahres 1914 wurde er dann aber im zwölften Wahlbezirk von Pennsylvania in das US-Repräsentantenhaus in Washington, D.C. gewählt, wo er am 4. März 1915 die Nachfolge des Demokraten Robert Emmett Lee antrat. Nach einer Wiederwahl konnte er bis zum 3. März 1919 zwei Legislaturperioden im Kongress absolvieren. Diese waren von den Ereignissen des Ersten Weltkrieges geprägt.
Im Jahr 1918 verzichtete Heaton auf eine weitere Kandidatur und kandidierte stattdessen erfolgreich für einen Sitz im Senat von Pennsylvania. Von 1919 bis 1932 war er Mitglied des Senats von Pennsylvania. Daneben war er Mitglied im Kuratorium des Ashland State Hospitals; ansonsten nahm er seine früheren Tätigkeiten wieder auf. Robert Heaton starb am 11. Juni 1933 in Ashland.